# Грімальді (кратер)
Грімальді — великий басейн, розташований поблизу західного краю видимої півкулі Місяця. Він розташований на південний захід від Океана Бур і на південний схід від кратера Річчолі. Між Океаном Бур та Грімальді знаходиться Дамуазо , а на півночі — Лорман.

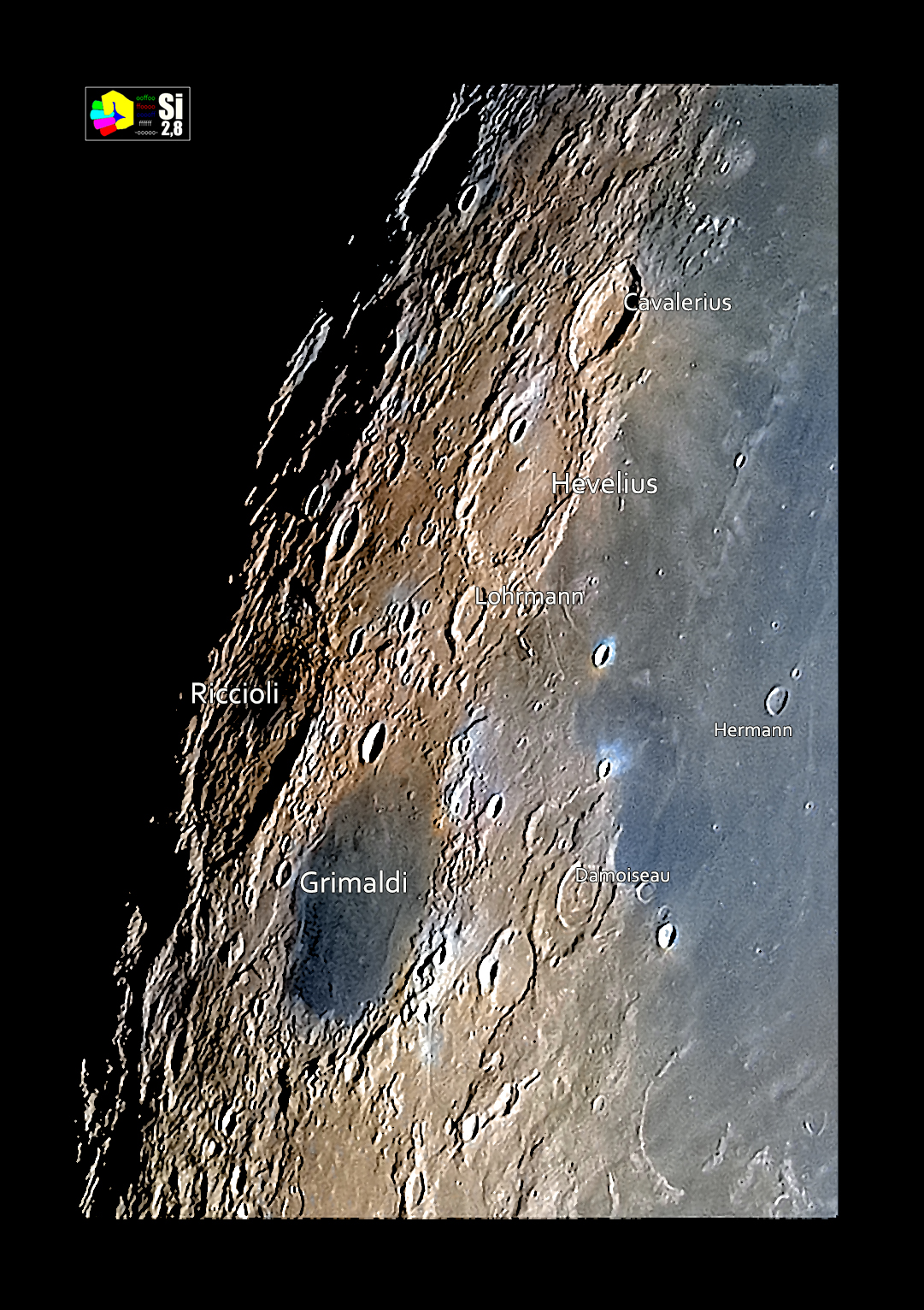
Зона Грімальді з постобробкою мінералів

Внутрішня стіна Грімальді настільки сильно роз'їдена наступними ударами, що утворює низьке неправильне кільце пагорбів, хребтів і піків, а не типовий край кратера. Проте залишилися вершини, висота яких перевищує 2 кілометри. Дно з морської лави є найбільш помітною особливістю цього кратера, утворює плоску, відносно гладку та позбавлену особливостей поверхню з особливо низьким альбедо. Темний відтінок дна контрастує з яскравішим оточенням, завдяки чому кратер легко знайти. Приблизний діаметр внутрішнього вала становить 174 кілометри.
За межами басейну знаходяться розкидані залишки зовнішньої стіни, діаметр якої становить 220 кілометрів. Цей зовнішній край більш недоторканий на північ і на захід від кратера, ніж деінде. На південний схід від Грімальді розташована система борозен під назвою Ріме Грімальді. На північному заході борозни, що належать Ріме Річчолі, підходять до західного краю краю Грімальді.

У центрі Грімальді ідентифікована концентрація маси (маскон), або гравітаційний максимум, (відповідає морю). Маскон нанесений на карту у високій роздільній здатності GRAIL.

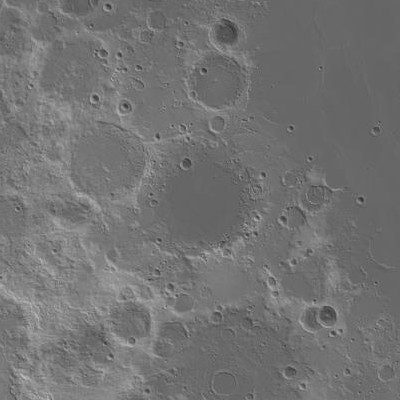
Топографічна карта басейну
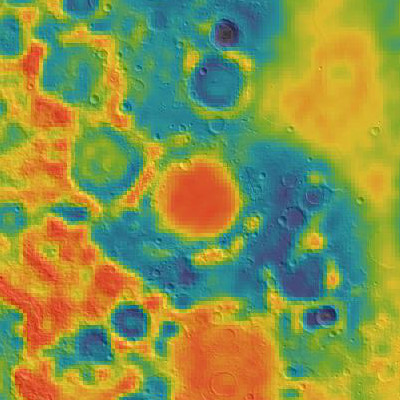
Гравітаційна карта GRAIL

Грімальді має історію короткочасних місячних явищ, включаючи випадкові спалахи світла, кольорові плями та зони туманної видимості. Газоподібні викиди з цієї території також були виявлені за допомогою спектроскопії.

## Супутні кратери
За домовленістю ці об'єкти позначаються на місячних картах шляхом розміщення літери на тій стороні середини кратера, яка є найближчою до Грімальді.
| Грімальді | Широта       | Довгота     | Діаметр |
| --------- | ------------ | ----------- | ------- |
| A         | 5.4° пвд. ш. | 71.2° з. д. | 15 км   |
| B         | 2.9° пвд. ш. | 69.2° з. д. | 22 км   |
| C         | 2.6° пвд. ш. | 61.5° з. д. | 10 км   |
| D         | 3.7° пвд. ш. | 65.5° з. д. | 22 км   |
| E         | 3.7° пвд. ш. | 64.4° з. д. | 13 км   |
| F         | 4.0° пвд. ш. | 62.7° з. д. | 29 км   |
| G         | 7.4° пвд. ш. | 64.9° з. д. | 13 км   |
| H         | 4.9° пвд. ш. | 71.4° з. д. | 9 км    |
| J         | 2.9° пвд. ш. | 70.6° з. д. | 16 км   |
| L         | 8.5° пвд. ш. | 66.7° з. д. | 19 км   |
| M         | 8.0° пвд. ш. | 67.0° з. д. | 18 км   |
| N         | 7.6° пвд. ш. | 66.6° з. д. | 8 км    |
| P         | 8.0° пвд. ш. | 68.3° з. д. | 10 км   |
| Q         | 4.8° пвд. ш. | 64.8° з. д. | 21 км   |
| R         | 8.5° пвд. ш. | 71.2° з. д. | 9 км    |
| S         | 6.4° пвд. ш. | 65.0° з. д. | 11 км   |
| T         | 7.7° пвд. ш. | 70.9° з. д. | 12 км   |
| X         | 5.8° пвд. ш. | 72.3° з. д. | 9 км    |